# Mauricio Isla
Pour les articles homonymes, voir Isla.
Mauricio Aníbal Isla Isla, né le 12 juin 1988 à Buin, est un footballeur international chilien qui joue aux postes de défenseur droit, milieu droit ou milieu défensif au CSD Colo-Colo.
Formé dans son pays natal, il passe par l'Udinese Calcio et la Juventus avec qui il remporte trois titres de champion d'Italie avant d'être prêté en Angleterre et en France.
Avec sa sélection, il dispute la coupe du monde 2010, la Copa América 2011, la coupe du monde 2014 et remporte la Copa América 2015 et la Copa América 2016 avec sa sélection.

## Biographie

### En club

#### Udinese
Mauricio Isla intègre le centre de formation de l'Universidad Catolica en 1999, il commence au poste d'attaquant avant de descendre au poste de défenseur à cause du manque de joueurs dans le centre de formation.
Grâce à ses bonnes performances à la Coupe du monde des moins de 20 ans 2007 au Canada, il se fait repérer par le club italien de l'Udinese Calcio avec qui il signe un contrat de cinq ans. Il intègre dans un premier temps l’effectif de la Primvaera. Il va vite évoluer avec les pros et fait ses débuts professionnels le 19 décembre 2007 en Coupe d'Italie contre l'USC Palerme et joue son premier match de championnat, le 8 mars 2008, contre la même équipe.
À la suite du départ de Simone Pepe pour la Juventus, et à la grosse blessure de Dušan Basta, le Chilien s'impose comme titulaire au sein de l'équipe dès sa seconde saison au club et joue cette même saison ces premiers matchs européens en Coupe UEFA.
En fin de saison 2010-2011, le club obtient une qualification pour les barrages de la Ligue des champions mais ne réussira pas à se qualifier en étant battu par Arsenal en début de saison suivante. Plus tard dans la saison, il est victime d'une sale blessure au genou.

#### Juventus
Le 15 juin 2012, la Juventus annonce la signature en copropriété du Chilien ainsi que celle de son compatriote Arturo Vidal contre la somme de 15 millions d'euros environ. Isla annonce au media Italien :« C'est un rêve devenu réalité, nous allons être l'équipe la plus forte en Italie, c'est très important pour moi, mais c'est aussi essentiel pour ma famille, j'ai travaillé pendant des années pour arriver à ce point, à Udinese je suis devenu un professionnel, mais j'ai toujours dit que tôt ou tard je voudrais jouer dans un grand club comme la Juve. Là, je peux gagner des trophées importants comme la Ligue des champions ». Il joue son premier match avec les bianconeri le 19 septembre 2012 lors d'un match nul à domicile deux buts partout contre Chelsea en Ligue des champions. Dès la première saison, il est Champion d'Italie et remporte la Supercoupe d'Italie mais a beaucoup de mal à se remettre de sa blessure et déçoit lors de ses rares apparitions dans son nouveau club, il est même à deux doigts de le quitter pour l’Inter l’été 2013 avant que Antonio Conte se ravise et ordonne sa permanence. Lors de cette première saison, il prend part à vingt rencontres toutes compétitions confondues.
La saison suivante, il est de nouveau Champion d'Italie. Cependant ses performances restent poussives mais suffisantes pour que sa seconde moitié soit rachetée. Il joue un peu plus que la saison précédente et prend part à vingt-sept rencontres toutes compétitions confondues.
Le 2 août 2014, le directeur général de la Juventus confirme le prêt avec option d'achat du Chilien au Queens Park Rangers. À la fin de son prêt et avec 27 rencontres lors de sa saison anglaise, il retourne à la Juventus.

#### Olympique de Marseille
Le 31 août 2015, il est prêté avec option d'achat à l'Olympique de Marseille. Il joue son premier match sous ces nouvelles couleurs lors d'un match de Ligue Europa remporté 3-0 contre le FC Groningue. Trois jours plus tard, il dispute son premier match de championnat avec l'OM  en entrant en jeu contre l'Olympique lyonnais lors d'un match nul un but partout. Il connait sa première titularisation en championnat le 23 septembre 2015 à l'occasion de la 7e journée de Ligue 1 et un match contre le Toulouse FC. Après avoir connu un début de saison rude dû à la concurrence, il devient un titulaire indiscutable au poste de milieu défensif marquant son premier but sous les couleurs olympiennes le 14 février 2016 sur un corner de Romain Alessandrini à l'Allianz Riviera de l'OGC Nice. Le club connaît une saison difficile terminant à la treizième place en championnat malgré une finale de Coupe de France perdue face au Paris SG 4 à 2. Malgré une saison convaincante où il s'est imposé comme étant l'une des rares satisfactions d'une équipe en difficulté, il n'est pas conservé par l'OM et repart à la Juventus.

#### Cagliari Calcio
Le 10 août 2016, il s'engage en faveur du Cagliari Calcio, promu en Serie A, pour trois saisons pour un montant estimé à 4 millions d’euros. Il est titulaire dès la première journée de championnat contre le Genoa CFC.
Titulaire lors de la grande majorité de la saison. Le club sarde termine onzième position du championnat avec quarante-sept points

#### Fenerbahce
À la suite de son refus d'une réduction de salaire à Cagliari, le club résilie son contrat ce qui lui permet de s'engager en juillet 2017 avec le club turque de Fenerbahce.

#### Flamengo
Le 20 août 2020, il signe à Flamengo à la suite du départ de Rafinha au poste d'arrière droit. Il est sacré champion du Brésil 2020.
Il remporte également le championnat de Rio et la Supercoupe du Brésil en 2021. Il est titulaire lors des deux finales.

### En sélection
En 2007, il est appelé pour la première fois, à 19 ans, en équipe nationale par le nouveau sélectionneur Marcelo Bielsa pour un match amical contre la Suisse.

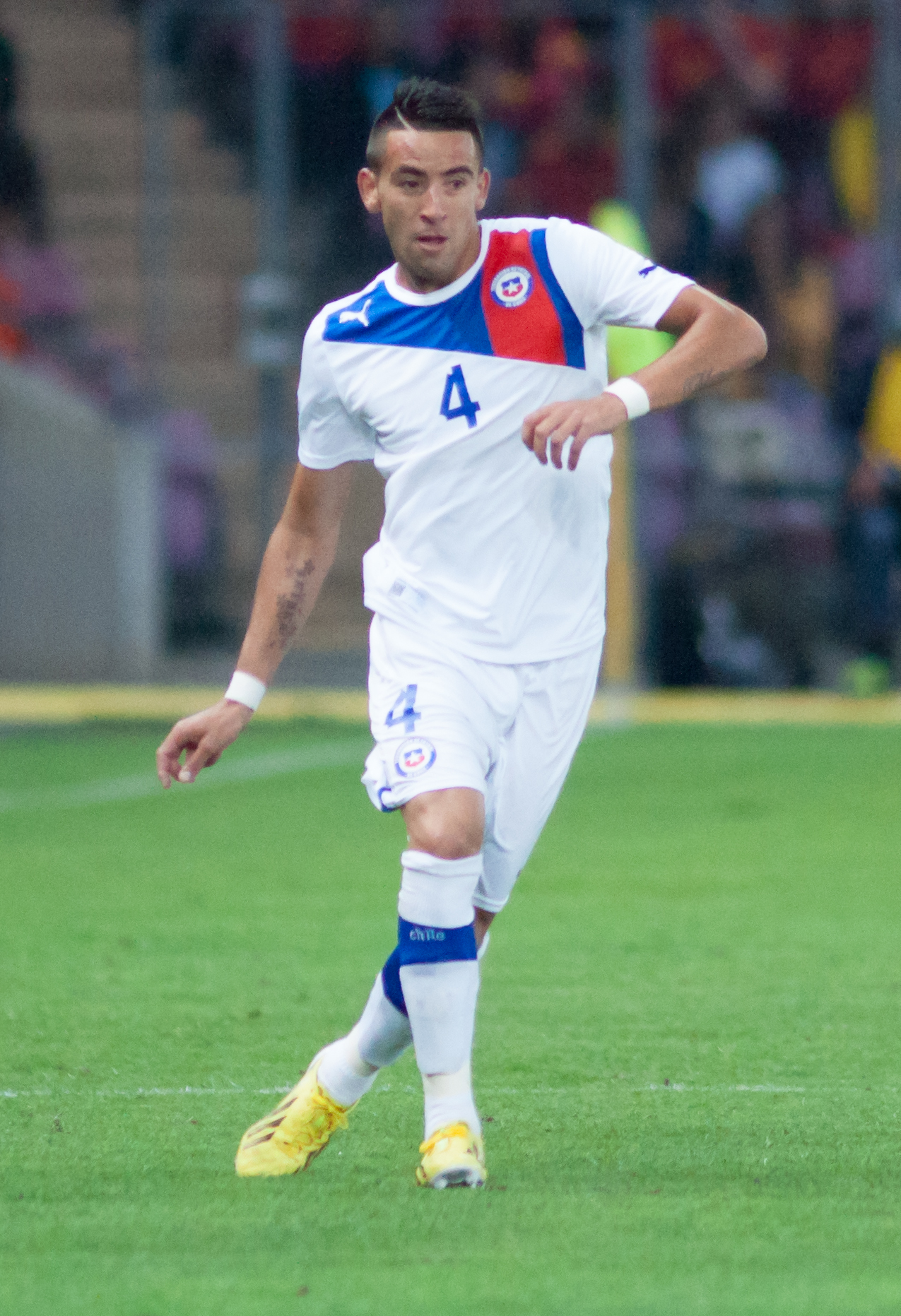
Mauricio Isla avec le Chili en 2013

En mars 2009, il participe pour la première fois aux éliminatoires de la Coupe du monde 2010 contre le Pérou. Depuis sa participation au Mondial 2010, Isla est titulaire indiscutable au sein de la sélection chilienne. Il participe notamment de nouveau à la Coupe du monde 2014 et aux éditions 2011 et 2015 de la Copa América. Il remporte d’ailleurs cette dernière en battant en finale l'Argentine. L'année suivante, lors d'une édition spéciale pour le centenaire de la Copa América, il remporte de nouveau la compétition contre la même Argentine lors de la séance de tirs au but.

## Statistiques
| Saison                | Club                          | Championnat           | Championnat | Championnat | Coupe(s) nationale(s) | Coupe(s) nationale(s) | Supercoupe | Supercoupe | Compétition(s) continentale(s) | Compétition(s) continentale(s) | Compétition(s) continentale(s) | Ligue régionale | Ligue régionale | Total | Total |
| Saison                | Club                          | Division              | M.          | B.          | M.                    | B.                    | M.         | B.         | Comp.                          | M.                             | B.                             | M.              | B.              | M.    | B.    |
| 2007-2008             | Udinese Calcio                | Serie A               | 10          | 0           | 3                     | 0                     | -          | -          | -                              | -                              | -                              | -               | -               | 13    | 0     |
| 2008-2009             | Udinese Calcio                | Serie A               | 32          | 0           | 1                     | 0                     | -          | -          | C3                             | 10                             | 0                              | -               | -               | 43    | 0     |
| 2009-2010             | Udinese Calcio                | Serie A               | 30          | 1           | 3                     | 0                     | -          | -          | -                              | -                              | -                              | -               | -               | 33    | 1     |
| 2010-2011             | Udinese Calcio                | Serie A               | 34          | 2           | 1                     | 1                     | -          | -          | -                              | -                              | -                              | -               | -               | 35    | 3     |
| 2011-2012             | Udinese Calcio                | Serie A               | 21          | 3           | -                     | -                     | -          | -          | C1+C3                          | 2+5                            | 0                              | -               | -               | 28    | 3     |
| Sous-total            | Sous-total                    | Sous-total            | 127         | 6           | 8                     | 1                     | -          | -          | -                              | 17                             | 0                              | -               | -               | 152   | 7     |
| 2012-2013             | Juventus FC                   | Serie A               | 11          | 0           | 4                     | 0                     | -          | -          | C1                             | 5                              | 0                              | -               | -               | 20    | 0     |
| 2013-2014             | Juventus FC                   | Serie A               | 18          | 0           | 1                     | 0                     | -          | -          | C1+C3                          | 2+6                            | 0                              | -               | -               | 27    | 0     |
| 2015-2016             | Juventus FC                   | Serie A               | 1           | 0           | -                     | -                     | -          | -          | -                              | -                              | -                              | -               | -               | 1     | 0     |
| Sous-total            | Sous-total                    | Sous-total            | 30          | 0           | 5                     | 0                     | -          | -          | -                              | 13                             | 0                              | -               | -               | 48    | 0     |
| 2014-2015             | Queens Park Rangers (prêt)    | Premier League        | 26          | 0           | 1                     | 0                     | -          | -          | -                              | -                              | -                              | -               | -               | 27    | 0     |
| 2015-2016             | Olympique de Marseille (prêt) | Ligue 1               | 23          | 2           | 7                     | 0                     | -          | -          | C3                             | 8                              | 0                              | -               | -               | 38    | 2     |
| 2016-2017             | Cagliari Calcio               | Serie A               | 34          | 1           | 1                     | 0                     | -          | -          | -                              | -                              | -                              | -               | -               | 35    | 1     |
| 2017-2018             | Fenerbahçe SK                 | Süper Lig             | 21          | 0           | 4                     | 0                     | -          | -          | C3                             | 4                              | 0                              | -               | -               | 29    | 0     |
| 2018-2019             | Fenerbahçe SK                 | Süper Lig             | 28          | 0           | 1                     | 0                     | -          | -          | C1+C3                          | 2+6                            | 0                              | -               | -               | 37    | 0     |
| 2019-2020             | Fenerbahçe SK                 | Süper Lig             | 19          | 0           | 6                     | 0                     | -          | -          | -                              | -                              | -                              | -               | -               | 25    | 0     |
| Sous-total            | Sous-total                    | Sous-total            | 68          | 0           | 11                    | 0                     | -          | -          | -                              | 12                             | 0                              | -               | -               | 91    | 0     |
| 2020                  | Flamengo                      | Brasileirão           | 29          | 2           | 2                     | 0                     | -          | -          | CL                             | 3                              | 0                              | -               | -               | 34    | 2     |
| 2021                  | Flamengo                      | Brasileirão           | 15          | 0           | 4                     | 0                     | 1          | 0          | CL                             | 11                             | 0                              | 5               | 0               | 36    | 0     |
| 2022                  | Flamengo                      | Brasileirão           | 6           | 1           | -                     | -                     | -          | -          | CL                             | 3                              | 1                              | 4               | 0               | 13    | 2     |
| Sous-total            | Sous-total                    | Sous-total            | 50          | 3           | 6                     | 0                     | 1          | 0          | -                              | 17                             | 1                              | 9               | 0               | 83    | 4     |
| 2022                  | Universidad Católica          | Liga Primera          | 12          | 0           | 5                     | 0                     | -          | -          | CS                             | 1                              | 0                              | -               | -               | 18    | 0     |
| 2023                  | Universidad Católica          | Liga Primera          | 10          | 1           | 1                     | 0                     | -          | -          | CS                             | 1                              | 0                              | -               | -               | 12    | 1     |
| Sous-total            | Sous-total                    | Sous-total            | 22          | 1           | 6                     | 0                     | -          | -          | -                              | 2                              | 0                              | -               | -               | 30    | 1     |
| 2023                  | CA Independiente              | Superliga             | -           | -           | 14                    | 1                     | -          | -          | -                              | -                              | -                              | -               | -               | 14    | 1     |
| 2024                  | CA Independiente              | Superliga             | 3           | 0           | 15                    | 1                     | -          | -          | -                              | -                              | -                              | -               | -               | 18    | 1     |
| Sous-total            | Sous-total                    | Sous-total            | 3           | 0           | 29                    | 2                     | -          | -          | -                              | -                              | -                              | -               | -               | 32    | 2     |
| 2024                  | CSD Colo-Colo                 | Liga Primera          | 10          | 0           | 1                     | 0                     | -          | -          | CS                             | 4                              | 0                              | -               | -               | 15    | 0     |
| 2025                  | CSD Colo-Colo                 | Liga Primera          | 15          | 0           | 4                     | 0                     | -          | -          | CS                             | 6                              | 1                              | -               | -               | 25    | 1     |
| Sous-total            | Sous-total                    | Sous-total            | 25          | 0           | 5                     | 0                     | -          | -          | -                              | 10                             | 1                              | -               | -               | 40    | 1     |
| Total sur la carrière | Total sur la carrière         | Total sur la carrière | 408         | 13          | 79                    | 3                     | 1          | 0          | -                              | 79                             | 2                              | 9               | 0               | 576   | 18    |

### En sélection nationale
| Saison                | Sélection             | Phases finales                | Phases finales | Phases finales | Phases finales | Éliminatoires CDM | Éliminatoires CDM | Éliminatoires CDM | Matchs amicaux | Matchs amicaux | Matchs amicaux | Total | Total | Total |
| Saison                | Sélection             | Compétition                   | M              | B              | Pd             | M                 | B                 | Pd                | M              | B              | Pd             | M     | B     | Pd    |
| --------------------- | --------------------- | ----------------------------- | -------------- | -------------- | -------------- | ----------------- | ----------------- | ----------------- | -------------- | -------------- | -------------- | ----- | ----- | ----- |
| 2007-2008             | Chili                 | -                             | -              | -              | -              | 0                 | 0                 | 0                 | 2              | 0              | 0              | 2     | 0     | 0     |
| 2008-2009             | Chili                 | -                             | -              | -              | -              | 3                 | 0                 | 0                 | 2              | 0              | 0              | 5     | 0     | 0     |
| 2009-2010             | Chili                 | Coupe du monde 2010           | 4              | 0              | 0              | 2                 | 0                 | 0                 | 3              | 0              | 1              | 9     | 0     | 1     |
| 2010-2011             | Chili                 | Copa América 2011             | 3              | 0              | 0              | -                 | -                 | -                 | 5              | 1              | 2              | 8     | 1     | 2     |
| 2011-2012             | Chili                 | -                             | -              | -              | -              | 4                 | 0                 | 1                 | 3              | 1              | 0              | 7     | 1     | 1     |
| 2012-2013             | Chili                 | -                             | -              | -              | -              | 6                 | 0                 | 0                 | 1              | 0              | 0              | 7     | 0     | 0     |
| 2013-2014             | Chili                 | Coupe du monde 2014           | 4              | 0              | 0              | 3                 | 0                 | 0                 | 6              | 0              | 1              | 13    | 0     | 1     |
| 2014-2015             | Chili                 | Copa América 2015             | 6              | 1              | 0              | -                 | -                 | -                 | 9              | 0              | 3              | 15    | 1     | 3     |
| 2015-2016             | Chili                 | Copa América Centenario       | 5              | 0              | 0              | 6                 | 0                 | 1                 | 2              | 0              | 1              | 13    | 0     | 2     |
| 2016-2017             | Chili                 | Coupe des confédérations 2017 | 5              | 0              | 0              | 8                 | 0                 | 2                 | 3              | 1              | 0              | 16    | 1     | 2     |
| 2017-2018             | Chili                 | -                             | -              | -              | -              | 4                 | 0                 | 0                 | 1              | 0              | 0              | 5     | 0     | 0     |
| 2018-2019             | Chili                 | Copa América 2019 4e          | 5              | 0              | 1              | -                 | -                 | -                 | 8              | 0              | 1              | 13    | 0     | 2     |
| 2019-2020             | Chili                 | -                             | -              | -              | -              | -                 | -                 | -                 | 2              | 0              | 0              | 2     | 0     | 0     |
| 2020-2021             | Chili                 | Copa América 2021             | 5              | 0              | 0              | 5                 | 0                 | 0                 | -              | -              | -              | 10    | 0     | 0     |
| 2021-2022             | Chili                 | -                             | -              | -              | -              | 11                | 1                 | 3                 | -              | -              | -              | 11    | 1     | 3     |
| 2023-2024             | Chili                 | Copa América 2024             | 3              | 0              | 0              | -                 | -                 | -                 | 3              | 0              | 1              | 6     | 0     | 1     |
| 2024-2025             | Chili                 | -                             | -              | -              | -              | 2                 | 0                 | 0                 | -              | -              | -              | 2     | 0     | 0     |
| Total sur la carrière | Total sur la carrière | Total sur la carrière         | 40             | 1              | 1              | 54                | 1                 | 7                 | 50             | 3              | 10             | 144   | 5     | 18    |

## Palmarès

### En Club
Avec la Juventus, il est Champion d'Italie à trois reprises en 2013, 2014 et 2016. Depuis le banc de touche, il voit son équipe remporter la Supercoupe d'Italie en 2013 et 2015 sans entrer en jeu. 
Alors qu'il est prêté à l'Olympique de Marseille, il est tout de même champion d'Italie 2016 ayant participé à la première journée de championnat. Il est également finaliste de la Coupe de France en 2016 avec l'Olympique de Marseille.
Avec Flamengo, il remporte la Supercoupe du Brésil en 2021 après avoir été sacré champion du Brésil en 2020. Il est également finaliste de la Copa Libertadores en 2021 et vice-champion du Brésil en 2021 et remporte le Championnat de Rio en 2021.
| Juventus (5)                                                                                              | Olympique de Marseille                | Flamengo (3) | CSD Colo-Colo (1)                        |
| --- | ------------------------------------- | --- | ---------------------------------------- |
| - Championnat d'Italie - Champion : 2013, 2014 et 2016. - Supercoupe d'Italie - Vainqueur : 2013 et 2015. | - Coupe de France - Finaliste : 2016. | - Championnat du Brésil - Champion : 2020 - Vice-champion : 2021 - Copa Libertadores - Finaliste : 2021 - Supercoupe du Brésil - Vainqueur : 2021 - Finaliste : 2022 - Championnat de Rio - Vainqueur : 2021 - Finaliste : 2022 | - Championnat du Chili - Champion : 2024 |

### En sélection
Avec le Chili - 20 ans, il termine à la troisième place de la Coupe du monde 2007 en battant l'Autriche lors de la petite finale.
Avec le Chili, il remporte la Copa América 2015 et 2016 en battant à chaque fois l'Argentine lors de la séance de tirs au but.
Il est également finaliste de la Coupe des confédérations 2017.
| Chili des moins de 20 ans           | Chili (2)                                                                               |
| ----------------------------------- | --------------------------------------------------------------------------------------- |
| - Coupe du monde - Troisième : 2007 | - Copa América - Vainqueur : 2015 et 2016 - Coupe des confédérations - Finaliste : 2017 |

### Distinctions individuelles
Il fait partie de l'équipe-type de la compétition lors de la Copa América 2016 et lors de la Copa América 2021 au poste de défenseur latéral droit.